# Лихое (озеро, Беларусь)
Лихо́е (бел. Ліхо́е) — озеро в Гродненском районе Гродненской области Белоруссии. Относится к бассейну реки Соломянка.

## Описание
Водоём находится в 34 км на северо-восток от города Гродно, в 0,8 км на север от деревни Салатье.
По словам местных жителей, озеро Лихое получило своё название благодаря безуспешным попыткам мелиораторов осушить водоём. Несмотря на малые размеры, озеро поддерживает постоянный уровень воды благодаря мощным подземным ключам.
Площадь зеркала составляет приблизительно 0,007 км², длина — около 20 м, наибольшая ширина — около 15 м, длина береговой линии — около 57 м.
Южная часть озера связана естественной протокой с озером Чижовка, северная — мелиоративным каналом с озером Динтово. К восточному берегу примыкает заросший канал.